# Новый Мелитополь
Новый Мелитополь — исторический район в западной части Мелитополя.

## Географическое положение
Новый Мелитополь включает частный сектор между улицами Интеркультурная, Островского и железной дорогой, многоэтажный микрорайон между улицами Интеркультурной и Малюги, а также промышленные территории между Строительной, Интеркультурной и железной дорогой.

## История
В 1920-е годы название Новый Мелитополь прежде всего относилось к частному сектору между нынешним проспектом Богдана Хмельницкого (западной границей дореволюционного Мелитополя) и линией железной дороги, к югу от нынешней Интеркультурной улицей. 22 мая 1928 года эта территория была включена в городскую черту. Территория за железной дорогой продолжала называться Новым Мелитополем и была присоединена к городу позже. Теперь название Новый Мелитополь используется только применительно к ней, а область между проспектом Богдана Хмельницкого и железной дорогой собственного названия не имеет.
Строительство микрорайона к северу от Интеркультурной улицы приходится на начало 1980-х годов. Так, прокладка улицы Гагарина и открытие школы № 7 состоялись в 1981 году.

## Образование

### Высшее профессиональное училище
Училище открылось в 1984 году как ПТУ № 40 и должно было готовить кадры, в первую очередь, для завода тракторных гидроагрегатов. В 1991 году ПТУ № 40 стало высшим профессиональным училищем.
В 2010 году ВПУ40 было переименовано в Государственное учебное заведение Мелитопольское высшее профессиональное училище.
Училище готовит станочников, электромонтажников, слесарей, штукатуров, маляров, парикмахеров.
Директора:
- Александр Иванович Охотин — первый директор ПТУ № 40[4]
- Владимир Михайлович Анохин — директор в настоящее время[5]

### Профессиональный лицей
Лицей отсчитывает свою историю от 1930 года, когда при артели «Победа» (нынешний Мелитопольский моторный завод) были организованы курсы технического обучения по специальностям литейщика, формовщика, кузнеца и токаря. В 1932 году курсы были преобразованы в фабрично-заводское училище (ФЗУ), а в 1940 году ФЗУ было переименовано в ремесленное училище № 3 (РУ № 3).
Во время Великой Отечественной войны училище было эвакуировано в Анжеро-Судженск. Выпускники училища Деменков С. В., Среда П. С. и Одинец П. Т. награждены званием Героя Советского Союза.
18 ноября 1943, через месяц после освобождения Мелитополя, РУ-3 возобновило работу. Оно разместилось по адресу ул. Карла Либкнехта, 193. Первые послевоенные занятия приходилось проводить в тяжёлых условиях: с досками, положенными на кирпичи, вместо парт, без электричества, приводя станки в действие вручную.
В 1958 году РУ-3 переименовано в городское профессионально-техническое училище № 10. В 1984 году училище переехало в новое здание, в котором размещается и сейчас. Базовым предприятием училища продолжал оставаться Мелитопольский моторный завод, но с 1986 года в училище была введена специальность швеи, и новыми базовыми предприятиями стали швейная фабрика «Элегант» и трикотажная фабрика «Надежда». В 2002 году училище получило статус профессионального лицея сервиса, а 2010 было переименовано в Мелитопольский профессиональный лицей.
В настоящее время лицей сотрудничает со швейной фабрикой «Элегант», трикотажной фабрикой «Надежда-Грандекс», ООО «Одежда», ГП «Мелитополь-Лада», ЗАО «Хортица-Лада», частными станциями технического обслуживания автомобилей. При лицее созданы ученическое ателье по ремонту и изготовлению одежды и учебно-производственная станция технического обслуживания «Юниор». Работают мастерские: слесарные, авторемонтные, швейные, трикотажные, индивидуального пошива одежды. Лицей ведёт подготовку по специальностям швейной и авторемонтной направленности.
В лицее работает театр моды «Вдохновение». Лицейская волейбольная команда занимает призовые места в городских и областных соревнованиях.

### Гимназия № 7
Школа расположена по адресу ул. Интеркультурная, 400-а. В ней 835 учеников, 31 класс и 81 сотрудник. Язык обучения украинский, профиль — украинская филология.
Школа открылась в 1981 году. В 2009 году Учебно-воспитательный комплекс № 9 сменил статус, став гимназией № 9, и ученики младших классов были переведены из него в школу № 7.
В школе работает музей «Юные защитники отечества», созданный в 1997 году по инициативе ветерана войны Виктора Прокопова, старшего его первым директором.
На базе школы ежегодно организуются летние дневные лагеря. 
В 2019-2020 годах школа утеплялася. В 2020 году была заменена кровля. В 2021 году школа была преобразована в гимназию.
Директора:
- Алёхина Елена Николаевна
- Плетниченко Валентина
- Элькин Марк Виниаминович
- Мордасов Валерий Степанович[3]
- Процишина Татьяна Васильевна[7]
- Прокопец Екатерина Витальевна

Известные учителя:
- Татьяна Забаляева — учитель начальных классов, победитель областного конкурса «Учитель года» (2011)[11]
- Инна Пиморенко — учитель физкультуры, победитель областного конкурса «Учитель года» (2012)[12]

### Детские сады
- ДС № 5 «Жемчужинка» — ул. Строительная, 73
- ДС № 39 «Чебурашка» — ул. Интеркультурная, 400

## Транспорт
Автобусные маршруты № 3, 3Б, 8, 11А, 27, 27А, следуют через Новый Мелитополь по улицам Интеркультурной, Молодёжной и Полевой до межрайбазы.

## Промышленность
- Молокозавод

- Пивзавод
- Завод тракторных гидроагрегатов